# Luís de Figueiredo de Lemos
Luís de Figueiredo de Lemos (Vila do Porto, 21 de agosto de 1544 — Funchal, 26 de novembro de 1608) foi o 7.º bispo da Diocese do Funchal, que governou entre 1585 e 1608.

## Biografia
D. Luís de Figueiredo de Lemos foi filho de Miguel de Figueiredo de Lemos, natural da Tonda, em Tondela, onde nasceu c. 1510, e de sua mulher (c. 1535) Inês Nunes Velho, nascida c. 1517, um dos povoadores dos Açores e também o primeiro desta família na ilha de Santa Maria.
Gaspar Frutuoso, em Saudades da Terra, refere: «Esteve Inês Nunes sem trabalhos de emprenhar os primeiros anos do casamento; devia ser poderosa causa natural que o impedisse, ou que as grandes e raras coisas costumam esperar acomodado tempo para vir ao mundo. Temerosas algumas suas parentas que com a idade corresse juntamente a ocasião do parto, respondia, movida de incógnita e não sabida influência, esperar na misericórdia do Sumo Deus ter filhos, e no número destes um que havia de ser bispo, verdadeiro pronóstico do que agora vemos».
Gaspar Frutuoso referiu-se a D. Luís de Figueiredo como profundo estudioso e deixou para a posterioridade a discrição da vida de D. Luís:
«Sendo este senhor de idade de cinco anos, o pôs seu pai na escola a aprender a ler e escrever e, chegando a doze anos aprendeu Gramática na mesma ilha [ilha de Santa Maria] com um bom mestre, chamado João Roiz da Veiga, castelhano, […] e em Vila Franca […] aprendeu com ele até cinco anos; sendo de dezassete, foi para Lisboa onde aprendeu no Colégio de Santo Antão mais dois anos em que também ouviu Retórica e Grego, […] dali se passou à Universidade de Coimbra,  onde ouvindo oito anos contínuos Cânones e Leis, se graduou com grande aplauso dos mestres e doutores daquela Universidade, e fez auto da aprovação em lugar do licenciamento, conforme aos estatutos da Universidade…».
Foi pelo seu parente em Lisboa, D. Luís Coutinho, tentado a não seguir as ordens sacras, no entanto acabou por receber as primeiras ordens em Portalegre, pelas mãos do bispo D. André de Noronha, e continuar a seguir a vida religiosa em Lisboa.
Foi nomeado vigário da freguesia de São Pedro, em Ponta Delgada, pelo bispo D. Gaspar de Faria, o 6.º bispo de Angra, e, ao mesmo tempo, ouvidor eclesiástico em toda a ilha de São Miguel.
Gaspar Frutuoso diz que Luís de Figueiredo «vindo à Terceira para se ordenar e agradecer ao Bispo a vontade de lhe fazer mercê […]. No entrementes finou-se D. Gaspar de Faria, que ocupava a cátedra de Angra, o que levou Luís de Figueiredo novamente a Lisboa a receber Ordens de Evangelho e Missa, depois do que se diz tivera alguns tratos com o doutor Paulo Afonso, pessoa que se interessava pelo novel eclesiástico, em sequência do que saiu um despacho nomeando-o capelão do Rei, com o melhor foro e a maior moradia costumada, de mil réis por mês, um alqueire de cevada por dia e uma vestimenta cada ano. Foi a Coimbra, voltou a Lisboa, onde surgiu a hipótese de o mandarem como inquisidor para a Índia.
Por ele se interessaram o mesmo Paulo Afonso e o licenciado Marcos Teixeira com cartas e pedidos ao Cardeal D. Henrique, inquisidor-mor do reino, então em Évora. Por fim, aceitou o moço nobre Luís de Figueiredo vir servir nas ilhas,
«… escudando-se de voos mais altos (…) por temer viagem tão comprida e perigosa e não descontentar seu pai e mãe, que o queriam ter mais perto, se voltou para esta ilha de São Miguel com a igreja e ouvidoria, que dantes tinha; os quais cargos serviu tão bem e com tanta inteireza e prudência, que, provido o Bispado do Bispo D. Pedro de Castilho, merecedor de grandes coisas, estando na cidade de Angra e vagando a dignidade de deão, o mandou chamar e lha deu, mandando-lhe negociar a Portugal e a Roma».
Depois que foi nomeado deão do cabido da Sé de Angra e de ter sido por estar nessa qualidade incumbido pelo bispo de organizar o processo da vida e das virtudes da venerável Margarida de Chaves, passou com D. Pedro de Castilho à ilha de São Miguel, como visitador, acabando por fazer o mesmo serviço na ilha de Santa Maria. Esteve assim impedido de voltar à Terceira onde D. Pedro de Castilho, devido às tendências políticas a favor de Filipe II de Espanha, não seria bem recebido.
Durante este tempo foi também vigário geral e provisor do bispado. O bispo viu-se na necessidade de regressar ao reino na armada de Álvaro de Bazán, que finalmente submetera a Terceira à obediência de Filipe II.
Em 1583, Luís de Figueiredo foi deixado pelo prelado como governador do bispado de Angra, sob aprovação régia e papal para que o governasse em condição de autoridade apostólica. Gaspar Frutuoso confirma a eficiência com que D. Luís de Figueiredo exerceu o ser cargo:
«…com tanta prudência, saber, mansidão, entre o golfo de tantas alterações e contendas, assim no eclesiástico como no secular, que, correndo a fama de suas coisas tão bem feitas e acertadas, logo no Maio seguinte teve avisos por duas ou três cartas do bispo D. Pedro de Castilho, que suas majestade e alteza estavam bem informados dele e que se apercebesse que havia de ser cedo chamado para coisa de honra e proveito, e, quando foi aquele ano a armada em que vieram os frades tomar as casas pela Observância, tornou-lhe o bispo a escrever que lhe parecia que Sua Majestade o mandava chamar naquela armada e, se não fosse, assim devia ser quando viesse o bispo de Angra, que se esperava vir de Setembro por diante, e que estivesse aviado para ir na embarcação que ele viesse. Embarcou-se para Lisboa, de Angra, no mês de Agosto na armada do capitão-mor Bernardino Ribeiro Pacheco, onde foi recebido com as maiores demonstrações de consideração e honras do cardeal e dos senhores do governo».
Filipe I de Portugal apresentou-o para bispo do Funchal em Março de 1585, obtendo confirmação do papa Sisto V a 5 de março de 1586. Foi sagrado em Lisboa, num Domingo da Rosa, o quarto do tempo da Quaresma, no Mosteiro da Trindade. Na altura tinha a idade de 41 anos.
As cerimónias de consagração D. Luís de Figueiredo foram feitas pelo bispo deão da Capela Rreal, D. Manuel de Ciebra, que tinha sido bispo de Ceuta.
Entre os convivas estavam D. Jerónimo Coutinho, que era o comendador da ilha de Santa Maria e que fora capitão-mor da armada da Índia, D. Afonso de Noronha, filho de João de Vilhena, neto de D. Filipe de Noronha e ainda os bispos D. Jerónimo Lobo e D. Manuel de Castro.
Partiu de Lisboa num domingo, dia 27 de julho de 1586, viajando numa zabra de nome Júlio, preparada de propósito para ele e acompanhada de outro navio, o Santo António, aprestado para a guerra, caso esta fosse necessária para a defesa da primeira embarcação.
Chegou à ilha da Madeira no dia 4 de agosto de 1586, tendo passado algum perigo na viagem principalmente devido à pirataria nos mares da Madeira.
A sua chegada à ilha foi muito festejada. Recebeu ainda a bordo os comprimentos do capitão-geral da guerra, Tristão Vaz da Veiga, e de João de Aranha, capitão da fortaleza e da guarnição espanhola. A sua chegada ao Funchal foi tido como um acontecimento notável do último quartel do século XVI.
Gaspar Frutuoso, na sua obra  Saudades da Terra, descreve os acontecimentos:
«…Saiu este senhor, vestido de chamalote de águas com seu roxeie (roquete), grave e bem assombrado, na praia, no varadouro onde o estavam esperando o Cabido e a Câmara, preparados com solene procissão; logo, na borda do mar, foi lançada uma rica e grande alcatifa e sobre ela um cochim de veludo verde, sobre o qual se pôs de joelhos para adorar a Cruz, que o adaião da Sé lhe ofereceu a beijar. Depois de feita esta cerimónia, foi recebido do Capitão-Geral e da Câmara, cujos Juízes e Vereadores, como se fora procissão de Corpo de Deus, se acharam com varas (indo que não todos, porque eram alguns dos oficiais fora da cidade e não souberam o tempo da chegada). Depois de agasalhar benignamente a todos, foi recebido debaixo de um pálio de brocado, cujas varas levavam os reverendos dignidades da Sé, por se não divertir a ordem da Câmara, que levavam varas vermelhas da governança. Nesta ordem, com este solene aparato e honrosa procissão de graves e reverendos sacerdotes e bizarros soldados, que em fileiras, adiante, iam tirando as munições de fogo, com muito concurso de gente e aplauso de todos, que em vozes altas diziam: Por bem seja chegado tão ilustre prelado, com as sonoras vozes da cleresia, que, cantando, diziam: "Sacerdos et pontifex, et virtutum opifex, pastor bone in populo, ora pro nobis Dominum", e com música e salmos, indo detrás dele o Capitão-Geral Tristão Vaz da Veiga, o levaram à Sé à porta da qual estava já revestido o deão com capa de brocado, hissope de prata na mão, e o tesoureiro com turíbulo dourado com incenso. Da mão do deão tomou o hissope e, lançando primeiro a si próprio água, depois a lançou ao povo, que cercado o tinha, e, benzendo o incenso, foi incensado, e na mesma ordem chegou ao coro do altar-mor, que todo estava ornado de seda, e o provimento alcatifado; sobre isso uma cadeira de pontifical, de brocado, ante a qual estava um estrado de cochins de veludo carmesim, onde se prostrou de joelhos, adorando o altar; e, cantada uma antífona, disse o deão a oração acostumada a ele a oração da festa das Neves, e, acabada, deitou a bênção ao povo solenemente; depois se assentou na cadeira dourada, onde veio todo o Cabido por suas antiguidades, começando do deão, e todos os capitulares lhe beijaram a mão, e a mais cleresia, por sua ordem, reconhecendo-o por prelado e o Senhor visitou a capela do Santíssimo Sacramento e, acabado isto, foi levado, e acompanhado do capitão Tristão Vaz da Veiga e do capitão da Fortaleza e vereadores, com muito concurso de povo, às suas pousadas, que tomadas estavam na rua das Pretas, ornadas com rica tapeçaria e "guadamecius" onde fica agasalhado».
Esteve no seu cargo durante 22 anos, período extenso em que fez aplicar diversas reformas no clero da sua jurisdição, interessando-lhe a administração das paróquias. Para isso, mandou criar ouvidorias, revitalizou as visitações, então com pouca frequência, e deu maior força e vitalidade à igreja do Funchal.
Deu início a uma visita a todas as igrejas do seu bispado, atribuindo-lhe estatutos, e tratando do restauro das que se encontravam arruinadas. Tratou de mandar cuidar das capelas, sacristias, fábricas, retábulos, ornamentos e outros aprestos, reviu as côngruas. Conseguiu que fosse restauradas as igrejas de 24 freguesias. Mandou fazer casas aos vigários onde isso era preciso.
Foi ainda durante a vigência deste bispo que a igreja de São Pedro, no Funchal, passou a colegiada, com quatro beneficiados, vigário e coadjutor, percebendo vinte mil réis anuais de ordenado.
Aumentou os benefícios à colegiada do Calhau, que passou a dispor de seis beneficiados em vez de quatro. Foi ainda quem mandou edificar o antigo Paço Episcopal do Funchal e a capela anexa de São Luís, onde foi sepultado. Mandou ainda edificar o seminário da diocese.
Convocou um sínodo, que se celebrou a 29 de junho de 1597 na Sé do Funchal, em que foram feitas e promulgadas novas constituições do bispado, a completarem as que foram decretadas pelo seu antecessor, D. Jerónimo Barreto, no ano de 1578. Estas constituições foram confirmadas por decreto episcopal de 15 de julho de 1597, o qual ordenou a sua impressão.
Faleceu em 26 de novembro de 1608 e foi sepultado na capela de São Luís, junto do Paço Episcopal. Quando no ano de 1906, aquela capela foi profanada, os seus restos mortais foram exumados e trasladados, por ordem do então bispo D. Manuel Agostinho Barreto, para a Sé Catedral, onde foram depositados junto às portas do guarda-vento e recobertos com a lápide de mármore lavrado que ornamentava a sua sepultura primitiva na Capela de São Luís.